# Stangeia xerodes
Stangeia xerodes là một loài bướm đêm thuộc họ Pterophoroidea. Nó được tìm thấy ở hầu hết chính quốc Úc, the quần đảo Ryukyu và Java.
Sải cánh dài khoảng 10 mm.
Ấu trùng ăn Cleome, Cajanus cajan và Acacia.

## Hình ảnh

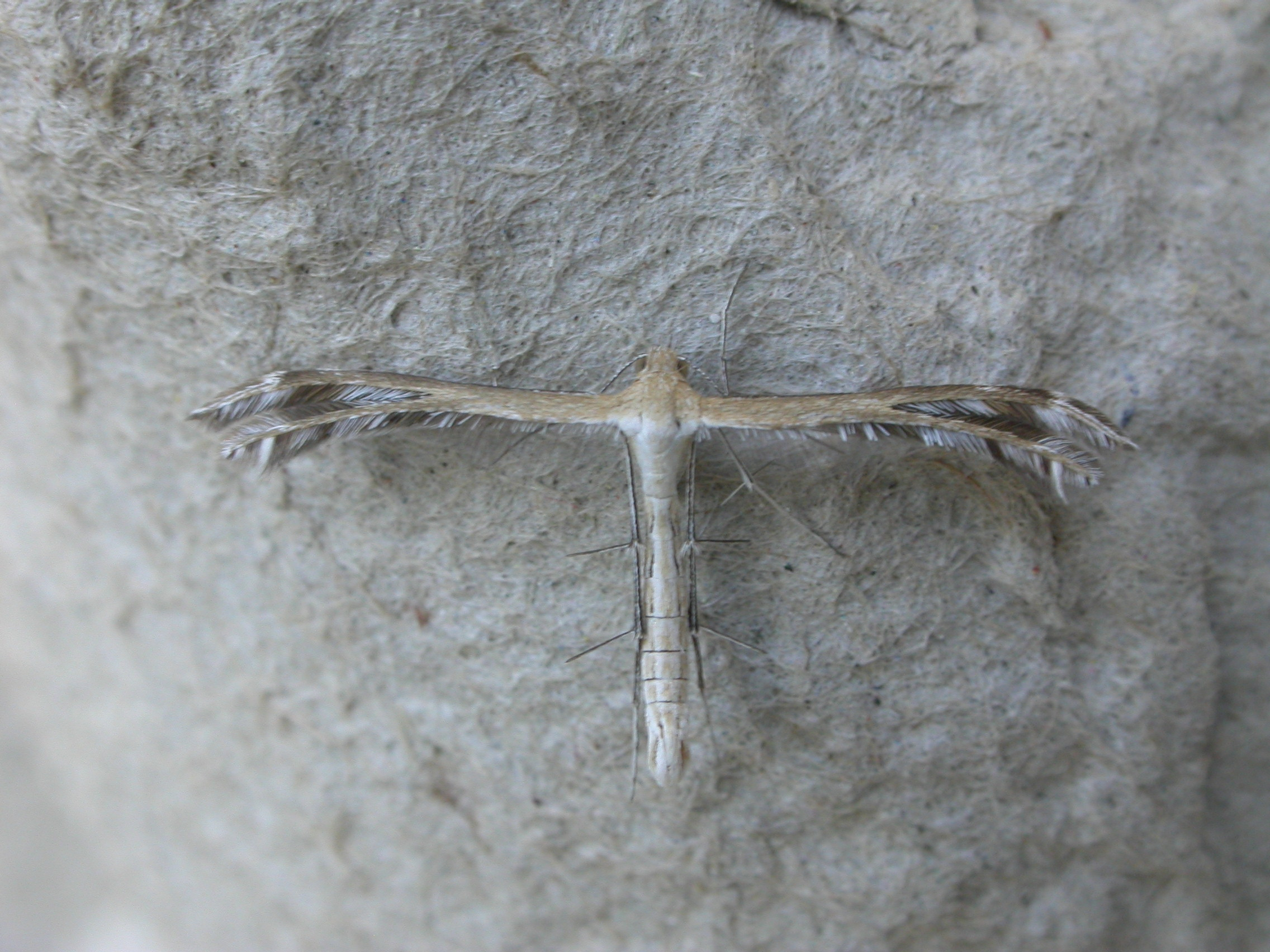